# East Hope
East Hope és una població dels Estats Units a l'estat d'Idaho. Segons el cens del 2000 tenia 200 habitants.

## Demografia
Segons el cens del 2000, East Hope tenia 200 habitants, 104 habitatges, i 68 famílies. La densitat de població era de 140,4 habitants/km².
Dels 104 habitatges en un 9,6% hi vivien nens de menys de 18 anys, en un 63,5% hi vivien parelles casades, en un 2,9% dones solteres, i en un 33,7% no eren unitats familiars. En el 29,8% dels habitatges hi vivien persones soles l'11,5% de les quals corresponia a persones de 65 anys o més que vivien soles. El nombre mitjà de persones vivint en cada habitatge era d'1,92 i el nombre mitjà de persones que vivien en cada família era de 2,33.
Per edats la població es repartia de la següent manera: un 10,5% tenia menys de 18 anys, un 2,5% entre 18 i 24, un 14% entre 25 i 44, un 31% de 45 a 60 i un 42% 65 anys o més.
L'edat mediana era de 58 anys. Per cada 100 dones de 18 o més anys hi havia 105,7 homes.
La renda mediana per habitatge era de 30.417 $ i la renda mediana per família de 37.500 $. Els homes tenien una renda mediana de 35.938 $ mentre que les dones 21.667 $. La renda per capita de la població era de 18.184 $. Aproximadament el 3,2% de les famílies i el 7,1% de la població estaven per davall del llindar de pobresa.

## Poblacions properes
El següent diagrama mostra les poblacions més properes.